# Kota Sameshima
Kota Sameshima (født 24. juni 1992) er en japansk fodboldspiller, som spiller for den japanske fodboldklub Fujieda MYFC.